# Saint-Vaast-en-Cambrésis
Saint-Vaast-en-Cambrésis és un municipi francès, situat a la regió dels Alts de França, al departament del Nord. L'any 2006 tenia 848 habitants. Limita al nord amb Saint-Aubert, al nord-est amb Haussy, a l'est amb Saint-Python, al sud-est amb Viesly i al sud amb Saint-Hilaire-lez-Cambrai.

## Demografia
| 1962                                       | 1968  | 1975  | 1982 | 1990 | 1999 | 2006 |
| ------------------------------------------ | ----- | ----- | ---- | ---- | ---- | ---- |
| 1.086                                      | 1.142 | 1.050 | 915  | 902  | 863  | 848  |
| Des de 1962: població sense dobles comptes |       |       |      |      |      |      |

## Administració
| Període   | Identitat    | Partit |
| --------- | ------------ | ------ |
| 1977-2008 | Michel Leroy | PCF    |
| 2008-     | Colette Duez |        |